# تپه مردزما
تپه مردزما مربوط به عصر آهن دو I است و در شهرستان بروجرد، بخش مرکزی، دهستان شیروان، ۱/۵ کیلومتری جنوب شرق روستای قرق واقع شده و این اثر در تاریخ ۲۸ اسفند ۱۳۸۵ با شمارهٔ ثبت ۱۸۳۴۲ به‌عنوان یکی از آثار ملی ایران به ثبت رسیده است.